# Smedby, Uppland
Smedby (uttal (fil)) är en småort i östra delen av Upplands Väsby kommun på gränsen till Vallentuna kommun i Stockholms län. Smedby ligger cirka 5 kilometer öster om Upplands Väsby.
SCB klassade Smedby som en småort första gången år 2010.